# Arquipélago de Cabrera
O arquipélago de Cabrera é um conjunto de ilhas espanholas pertencente às Ilhas Baleares que foi declarado parque nacional marítimo-terrestre em 1991. Administrativamente pertence ao município de Palma de Maiorca.

## Fauna e flora
Entre os destaques estão as aves marinhas, como a pardela Baleares (Puffinus mauretanicus), a gaivota-de-audouin (Larus audouinii), a cagarra-do-mediterrâneo (Calonectris diomedea) e o corvo-marinho-de-crista (Phalacrocorax Aristotelis), e aves de rapina como a águia-pesqueira (Pandion haliaetus),o  falcão-da-rainhao (Falco eleonorae) e o falcão-peregrino (Falco peregrinus), que são alguns dos valores naturais mais importantes do parque, que deve ser adicionado à passagem de mais de 130 espécies de aves migratórias.
A vegetação característica de Cabrera consiste na oliveira-brava (Olea europaea var. sylvestris) e o zimbro (Juniperus phoenicea), embora existam algumas grandes áreas de floresta de pinheiros. Salienta-se o aderno-balear (Rhamnus ludovici-salvatoris), um arbusto endêmico das Ilhas Baleares encontrados apenas nas ilhas de Maiorca, Minorca e Cabrera.

## Património
- Farol de Ensiola — único farol espanhol com aspeto axadrezado, coroa um promontório de grande beleza.[1]